# Les Escargots
Les Escargots (dt. „Die Schnecken“) ist ein französischer Zeichentrick-Kurzfilm des französischen Regisseurs René Laloux aus dem Jahr 1966.

## Handlung
Ein Gärtner auf einem entfernten Planeten gießt sein Feld mit seinen Tränen. Neben einem ertragreichen Salatfeld mutieren dort über Nacht riesige Schnecken, die die nahegelegene Stadt attackieren und alles vernichten, was ihnen in den Weg kommt. Sie verfolgen die Menschen, bis sie es sich anders überlegen und eine riesige Pyramide aus Schnecken bilden, die dann von einem riesigen Kaninchen bedroht werden.

## Hintergrund
Es handelt sich um einen animierten, surrealistischen Stummfilm mit Musikuntermalung von Alain Goraguer. Wie später bei seinem Film Der wilde Planet (1973) arbeitete er mit Illustrator Roland Topor zusammen. Es handelte sich um ihre zweite gemeinsame Arbeit. Inspiriert wurden beide durch Schilderungen von Insassen psychiatrischer Einrichtungen. Der Animationsstil wurde als Flachfigurenfilm umgesetzt.

## Auszeichnungen
- 1966: Krakowski Festiwal Filmowy: Jurypreis[5]